# Paris-Nice 1978
Paris-Nice 1978 est la 36e édition de la course cycliste Paris-Nice. La course a lieu entre le 5 et le 11 mars 1978. La victoire revient au coureur néerlandais Gerrie Knetemann, de l'équipe TI-Raleigh-Mc Gregor, devant Bernard Hinault (Renault-Gitane) et Joop Zoetemelk (Miko-Mercier-Hutchinson).

## Participants
Dans cette édition de Paris-Nice, 120 coureurs participent divisés en 12 équipes : TI-Raleigh-Mc Gregor, Renault-Gitane, Peugeot-Esso-Michelin, Miko-Mercier-Hutchinson, Carlos-Galli-Alan, Flandria-Velda-Lano, Lejeune-BP, Willora-Mairag, Old Lords-Splendor, Teka, Kas-Campagnolo, Fiat. L'épreuve est terminée par 64 coureurs.

## Étapes
| Étapes                | Date    | Villes étapes                       | Km     | Vainqueur d’étape      | Leader du classement général |
| --------------------- | ------- | ----------------------------------- | ------ | ---------------------- | ---------------------------- |
| Prologue              | 5 mars  | Le Perreux - Nogent-sur-Marne (clm) | 8,7 km | Gerrie Knetemann       | Gerrie Knetemann             |
| 1re étape             | 6 mars  | Créteil - Auxerre                   | 201 km | Gerrie Knetemann       | Gerrie Knetemann             |
| 2e étape              | 7 mars  | Auxerre - Chalon-sur-Saône          | 197 km | Jacques Esclassan      | Gerrie Knetemann             |
| 3e étape              | 8 mars  | Chalon-sur-Saône - Saint-Étienne    | 235 km | André Mollet           | Gerrie Knetemann             |
| 4e étape              | 9 mars  | La Voulte - Plan de Campagne        | 231 km | Fedor den Hertog       | Gerrie Knetemann             |
| 5e étape              | 10 mars | Plan de Campagne - Draguignan       | 215 km | Jean-Luc Vandenbroucke | Gerrie Knetemann             |
| 6e étape, 1er secteur | 11 mars | Draguignan - Nice                   | 59 km  | Jacques Esclassan      | Gerrie Knetemann             |
| 6e étape, 2e secteur  | 11 mars | Nice - Col d'Èze (clm)              | 9,5 km | Gerrie Knetemann       | Gerrie Knetemann             |

## Résultats des étapes

### Prologue
5-03-1978. Le Perreux-Nogent-sur-Marne, 8,7 km (clm).
|   | Cycliste               | Équipe                  | Temps       |
| - | ---------------------- | ----------------------- | ----------- |
| 1 | Gerrie Knetemann       | TI-Raleigh-Mc Gregor    | 11 min 55 s |
| 2 | Joop Zoetemelk         | Miko-Mercier-Hutchinson | + 5 s       |
| 3 | Jean-Luc Vandenbroucke | Peugeot-Esso-Michelin   | m.t.        |

### 1reétape
6-03-1978. Créteil-Auxerre, 201 km.
|   | Cycliste               | Équipe                | Temps           |
| - | ---------------------- | --------------------- | --------------- |
| 1 | Gerrie Knetemann       | TI-Raleigh-Mc Gregor  | 5 h 29 min 25 s |
| 2 | Jean-Luc Vandenbroucke | Peugeot-Esso-Michelin | m.t.            |
| 3 | Guy Sibille            | Peugeot-Esso-Michelin | m.t.            |

### 2eétape
7-03-1978. Auxerre-Chalon-sur-Saône 197 km.
|   | Cycliste          | Équipe                | Temps           |
| - | ----------------- | --------------------- | --------------- |
| 1 | Jacques Esclassan | Peugeot-Esso-Michelin | 5 h 09 min 17 s |
| 2 | Yvon Bertin       | Renault-Gitane        | m.t.            |
| 3 | Eddy Vanhaerens   | Carlos-Galli-Alan     | m.t.            |

### 3eétape
8-03-1978. Chalon-sur-Saône-Saint-Étienne 235 km.
|   | Cycliste                | Équipe                  | Temps           |
| - | ----------------------- | ----------------------- | --------------- |
| 1 | André Mollet            | Miko-Mercier-Hutchinson | 6 h 12 min 45 s |
| 2 | Sean Kelly              | Flandria-Velda-Lano     | + 8 s           |
| 3 | Gilbert Duclos-Lassalle | Peugeot-Esso-Michelin   | m.t.            |

### 4eétape
9-03-1978. La Voulte-Plan de Campagne, 231 km.
|   | Cycliste           | Équipe                | Temps           |
| - | ------------------ | --------------------- | --------------- |
| 1 | Fedor den Hertog   | Lejeune-BP            | 5 h 41 min 46 s |
| 2 | Klaus-Peter Thaler | TI-Raleigh-Mc Gregor  | + 1 min 38 s    |
| 3 | Jacques Esclassan  | Peugeot-Esso-Michelin | m.t.            |

### 5eétape
10-03-1978. Plan de Campagne-Draguignan, 215 km.
|   | Cycliste               | Équipe                  | Temps           |
| - | ---------------------- | ----------------------- | --------------- |
| 1 | Jean-Luc Vandenbroucke | Peugeot-Esso-Michelin   | 5 h 26 min 04 s |
| 2 | Sean Kelly             | Flandria-Velda-Lano     | + 6 s           |
| 3 | Barry Hoban            | Miko-Mercier-Hutchinson | m.t.            |

### 6eétape,1ersecteur
11-03-1978. Draguignan-Nice, 59 km.
|   | Cycliste          | Équipe                  | Temps           |
| - | ----------------- | ----------------------- | --------------- |
| 1 | Jacques Esclassan | Peugeot-Esso-Michelin   | 1 h 31 min 49 s |
| 2 | Wilfried Wesemael | TI-Raleigh-Mc Gregor    | m.t.            |
| 3 | Leo van Vliet     | Miko-Mercier-Hutchinson | m.t.            |

### 6eétape,2esecteur
11-03-1978. Nice-Col d'Èze, 9,5 km (clm).
|   | Cycliste         | Équipe                  | Temps       |
| - | ---------------- | ----------------------- | ----------- |
| 1 | Gerrie Knetemann | TI-Raleigh-Mc Gregor    | 20 min 14 s |
| 2 | Bernard Hinault  | Renault-Gitane          | + 10 s      |
| 3 | Joop Zoetemelk   | Miko-Mercier-Hutchinson | + 26 s      |

## Classements finals

### Classement général
|    | Cycliste                | Équipe                  | Temps            |
| -- | ----------------------- | ----------------------- | ---------------- |
| 1  | Gerrie Knetemann        | TI-Raleigh-Mc Gregor    | 30 h 07 min 07 s |
| 2  | Bernard Hinault         | Renault-Gitane          | + 19 s           |
| 3  | Joop Zoetemelk          | Miko-Mercier-Hutchinson | + 31 s           |
| 4  | Michel Laurent          | Peugeot-Esso-Michelin   | + 1 min 22 s     |
| 5  | Yves Hézard             | Peugeot-Esso-Michelin   | + 1 min 26 s     |
| 6  | Henk Lubberding         | TI-Raleigh-Mc Gregor    | + 1 min 57 s     |
| 7  | Hennie Kuiper           | TI-Raleigh-Mc Gregor    | + 1 min 57 s     |
| 8  | Gilbert Duclos-Lassalle | Peugeot-Esso-Michelin   | + 3 min 01 s     |
| 9  | André Mollet            | Miko-Mercier-Hutchinson | + 3 min 02 s     |
| 10 | Sven-Åke Nilsson        | Miko-Mercier-Hutchinson | + 3 min 10 s     |